# 한훤당 고택

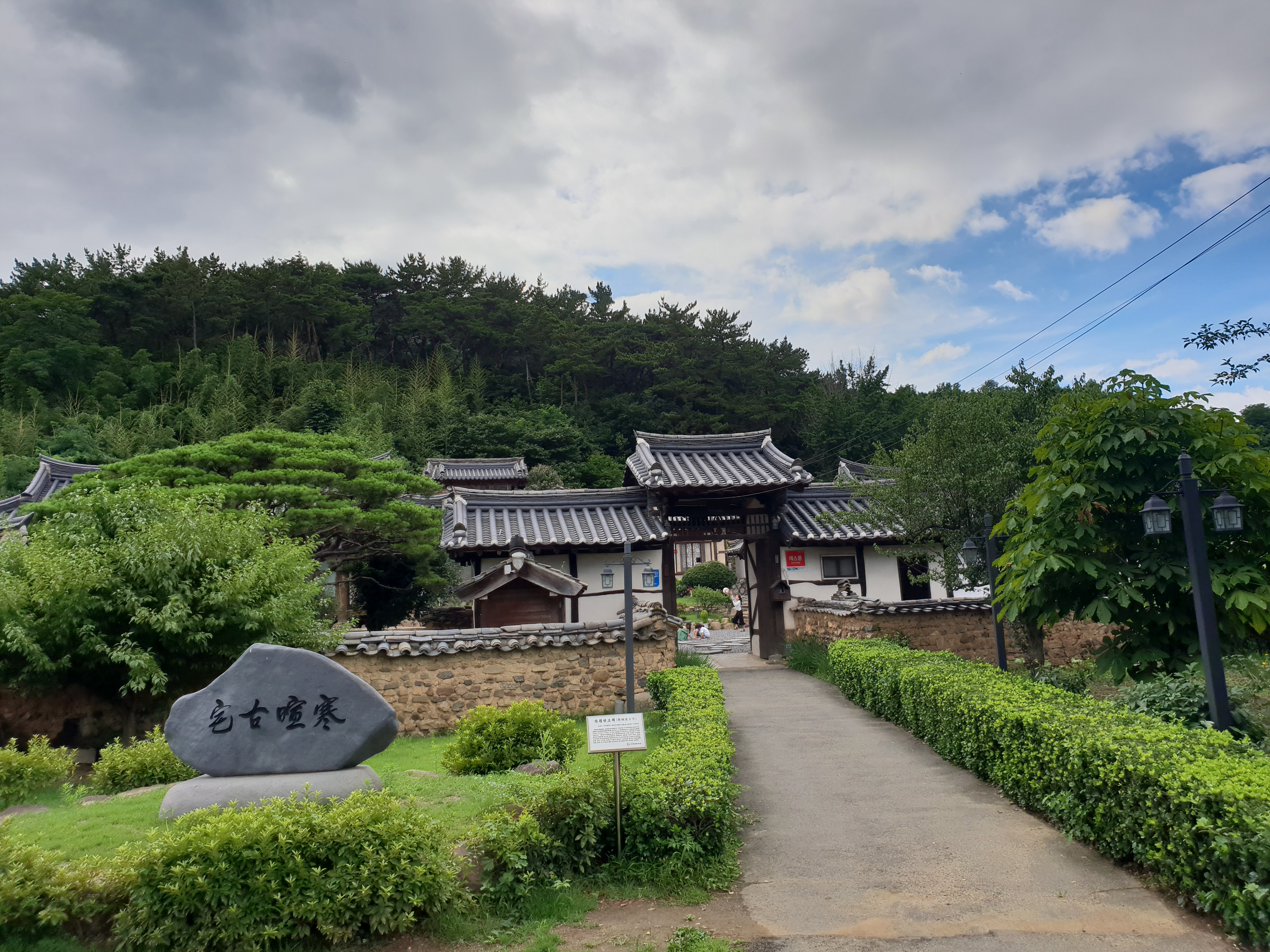
한훤당 고택

한훤당 고택(寒暄堂 古宅)은 대구광역시 달성군 현풍읍 지리에 있는 조선 시대 전통 가옥이다.
한훤당 김굉필의 11세손 김정제가 1779년 달성군 구지면 도동에서 현풍읍 지리로 이주하면서 생긴 서흥 김씨의 집성촌에 있는 주택이다.
현재는 카페와 숙박업소로 사용되고 있다.